# حاشي أباد (أيل تيمور)
حاشي أباد (بالفارسية: حاشی‌آباد) هي قرية تقع في إيران في أذربيجان الغربية. يقدر عدد سكانها بـ 67 نسمة بحسب إحصاء 2016.